# Las Lajas, Hidalgo
Las Lajas är en ort i Mexiko.   Den ligger i kommunen Santiago Tulantepec de Lugo Guerrero och delstaten Hidalgo, i den sydöstra delen av landet, 100 km nordost om huvudstaden Mexico City. Las Lajas ligger 2 460 meter över havet och antalet invånare är 354.
Terrängen runt Las Lajas är kuperad. Runt Las Lajas är det ganska glesbefolkat, med 39 invånare per kvadratkilometer. Närmaste större samhälle är Tulancingo, 11,8 km öster om Las Lajas. Trakten runt Las Lajas består till största delen av jordbruksmark.